# Pavlos Fyssas
Pavlos Fyssas (10 de abril de 1979 - 18 de septiembre de 2013), también conocido como Killah P, fue un rapero y activista antifascista griego.
Fue asesinado por militantes del partido neonazi Amanecer Dorado, después de una pelea fuera de un bar en el que Fyssas veía un partido de fútbol con su pareja y amigos. La causa de su muerte fueron una serie de heridas punzantes sufridas en el trascurso de esa pelea en Atenas la noche del 17 de septiembre de 2013 y murió horas más tarde, a los 34 años de edad. Giorgos Roupakios, un partidario del partido Amanecer Dorado de 45 años de edad, confesó la autoría, y está bajo custodia policial. El detenido trabajaba en la cafetería de la sede de Amanecer Dorado.
Las protestas por su muerte se sucedieron en Grecia y en toda Europa, y la policía registró las oficinas de Amanecer Dorado. Varios miembros de la organización fueron detenidos y puestos en prisión preventiva por la policía antiterrorista acusados de formar una organización criminal.